# فرودگاه پولتاوا
 فرودگاه پولتاوا (به انگلیسی: Poltava Airport) یک فرودگاه همگانی با کد یاتا PLV است که یک باند فرود بتن دارد و طول باند آن 2600x70 متر است. این فرودگاه در شهر پولتاوا کشور اوکراین قرار دارد .